# Svatyně Jasukuni
Svatyně Jasukuni (japonsky 靖国神社, Jasukuni džindža) je šintoistická svatyně v Tokiu v Japonsku. Je zasvěcena vojákům i civilistům, kteří zemřeli v boji za japonského císaře. Na jejím seznamu je bezmála dva a půl miliónů jmen osob, které položily život za Japonské císařství. Jejich kami (zbožštělé duše) zde podle šintoistické víry nyní sídlí. Zároveň je zde jedno z mála japonských muzeí věnovaných druhé světové válce.

## Dějiny
Svatyni založil císař Meidži v červnu 1869 pro vojáky z války Bošin, kteří zahynuli, aby mohlo dojít k reformám Meidži. V té době se jednalo o jednu z mnoha svatyň, které nová vláda budovala v rámci pozdvihování šintoismu na státní náboženství, ale postupně se stala nejvýznamnějším svatyní pro japonské vojáky. Jsou zde tedy vojáci z první čínsko-japonské války, rusko-japonské války, z první světové války, z Mukdenského incidentu, druhé čínsko-japonské války i z jiných bojů. Na konci prohrané druhé světové války okupační mocnosti prosadily v Japonsku oddělení náboženství a státu, svatyně se tak stala soukromou náboženskou institucí.

## Kontroverze
S Jasukuni jsou dnes spojené některé kontroverze. Především jsou zde kami mnoha válečných zločinců z druhé světové války (například je zde Hideki Tódžó), jejichž uctívání může být vnímáno jako součást revizionismu ohledně japonského imperialismu a kolonialismu. Z revizionismu jsou také obviňovány některé expozice zdejšího muzea, které oslavují hrdiny (například kamikaze), ale nezmiňují nejhorší stránky války, válečné zločiny. Z těchto důvodů jsou ostře sledovány návštěvy svatyně význačnými osobnostmi, a takový krok bývá často interpretován jako vyjádření postoje, jako určité přihlášení se k japonskému nacionalismu, případně i jako souhlas s postupem Japonska v druhé světové válce. S návštěvami svatyně význačnými japonskými politiky nesouhlasí zejména asijské země, které s Japonskem bojovaly, především Jižní Korea a Čínská lidová republika. Když například japonský premiér Džuničiró Koizumi navštívil opakovaně Jasukuni, způsobilo to značné ochlazení diplomatických vztahů mezi Japonskem a Čínskou lidovou republikou.
Samotní japonští politici obvykle obhajují svou návštěvu tím, že ji dělají jako soukromé osoby, případně že návštěvou dodržují dlouhodobou rodinnou tradici.